# Erthaler Hof

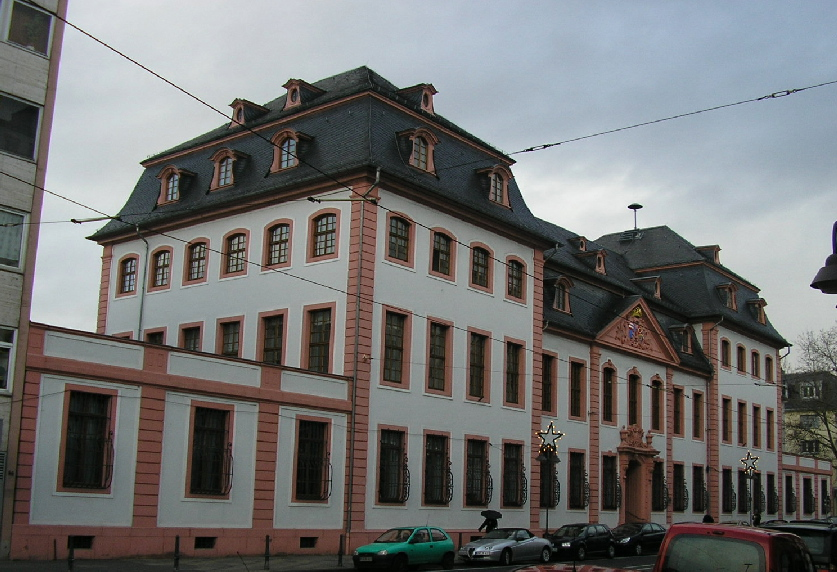
Der Erthaler Hof in Mainz

Der Erthaler Hof ist ein Adelshof in Mainz. Erbaut wurde er als dortiger Familien-Wohnsitz vom Mainzer Amtmann in Lohr am Main, Philipp Christoph von und zu Erthal. Er gehörte zur Elfershäuser Linie der aus dem Fränkischen stammenden Familie von Erthal. Als Kavaliersarchitekt und Kurmainzischer Hofrat war er auch für den Entwurf verantwortlich. Die Ausführung lag in den Händen von Johann Michael Schmitt und Franz Anton Hermann. Der Baubeginn erfolgte im Jahr 1734, fertiggestellt wurde das Bauwerk 1739. Ende 1739 zog der Witwer Philipp Christoph mit seinen Kindern in den Erthaler Hof ein, vorher (Ende 1738) starb seine erste Frau Eva Maria nach dem zehnten Kind in Lohr. Es reiht sich damit in die Gruppe der barocken Adelshöfe wie den Schönborner Hof, den Bassenheimer Hof und den Osteiner Hof rund um den Schillerplatz ein.

## Architektur

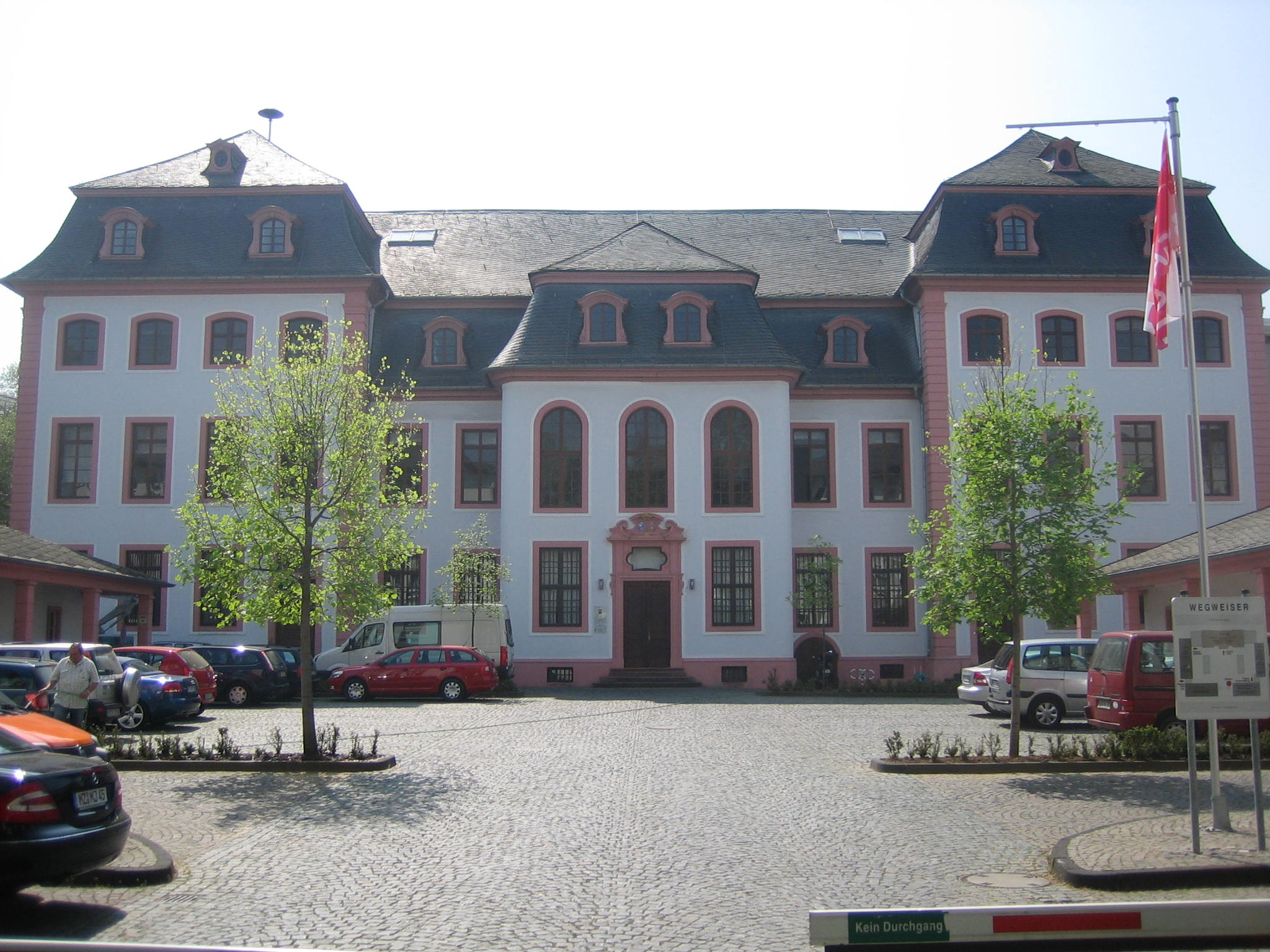
Hofseite

Aufgrund der Studienreisen von Erthals nach Frankreich und seiner Ausbildung durch Germain Boffrand, dem französischen Hofarchitekten, führte von Erthal mit dem von ihm geplanten Erthaler Hof den französisch geprägten klassizistischen Stil nach Mainz ein. Dieser ersetzte spätestens ab der Mitte des 18. Jahrhunderts den bis dahin in Mainz vorherrschenden süddeutsch-österreichisch geprägten Barockstil.
Der Hauptbau ist eher schlicht und zurückhaltend konzipiert, typisch für die Stilrichtung des französischen Klassizismus. Er besteht aus zwei dreigeschossigen Pavillons, die durch einen niedrigeren Mittelbau miteinander verbunden sind, dem so genannten (und hier etwas abgewandelten) Dreirisalitschema.
Das Zentrum der Anlage ist durch einen Dreiecksgiebel mit den Wappen der Familien Erthal und Bettendorff unter einer Freiherrenkrone gekennzeichnet. Dieses Allianzwappen findet sich auf dem eher österreichisch/böhmisch gestalteten Mittelrisalit der Hofseite wieder. Im Inneren haben sich Stuckdecken und Wandverkleidungen erhalten, besonders im Saal und im Treppenhaus. Die Ausschmückung der Stuckdecke lässt eine zeitliche Einordnung in die Übergangsphase von Bandelwerk zu Rocaille zu. Die feuerfesten Decken bewahrten die Ausstattung während der Bombardements im Zweiten Weltkrieg vor der Zerstörung.

## Geschichte
Nach dem Ende des Kurstaates diente der Erthaler Hof der Administration des Départements du Mont-Tonnerre, Jeanbon Saint-André, als Präfektur. In der Zeit von 1816 bis 1945 wurde es als Sitz der Provinzialdirektion Rheinhessen genutzt. Danach zogen die Bezirksregierung Rheinhessen und ab 1969 die Verwaltung des neu gegründeten Landkreises Mainz-Bingen ein. Seit 1998 beherbergt das Gebäude die Generaldirektion Kulturelles Erbe Rheinland-Pfalz. Umfangreiche Restaurierungsarbeiten und die Wiederherstellung der Fassaden mit ihrer ursprünglichen Farbgebung haben Vorbildcharakter für eine denkmalgerechte Instandsetzung.